# Concatedral de Ostuni

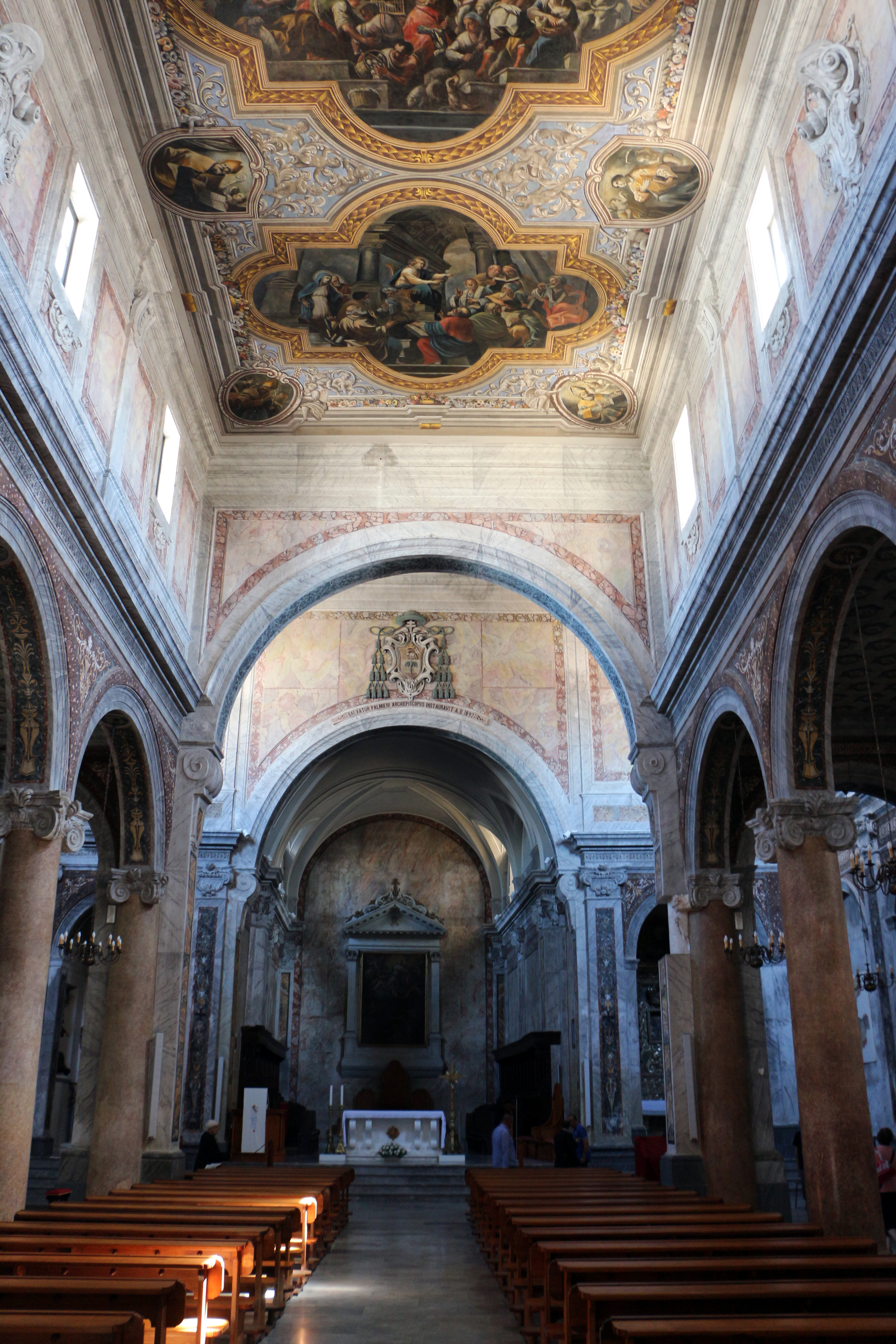
Interior de la concatedral de Ostuni.

La concatedral de Ostuni (italiano: Basilica Minore Concattedrale di Santa Maria Assunta) es una catedral católica situada en la cima de la colina más alta de la ciudad y dedicada a Santa María de la Asunción, se empezó a construir en 1435 y se terminó entre 1469 y 1495. Antigua sede episcopal de la diócesis de Ostuni, desde 1986 es concatedral de la archidiócesis de Brindisi-Ostuni.

## Historia

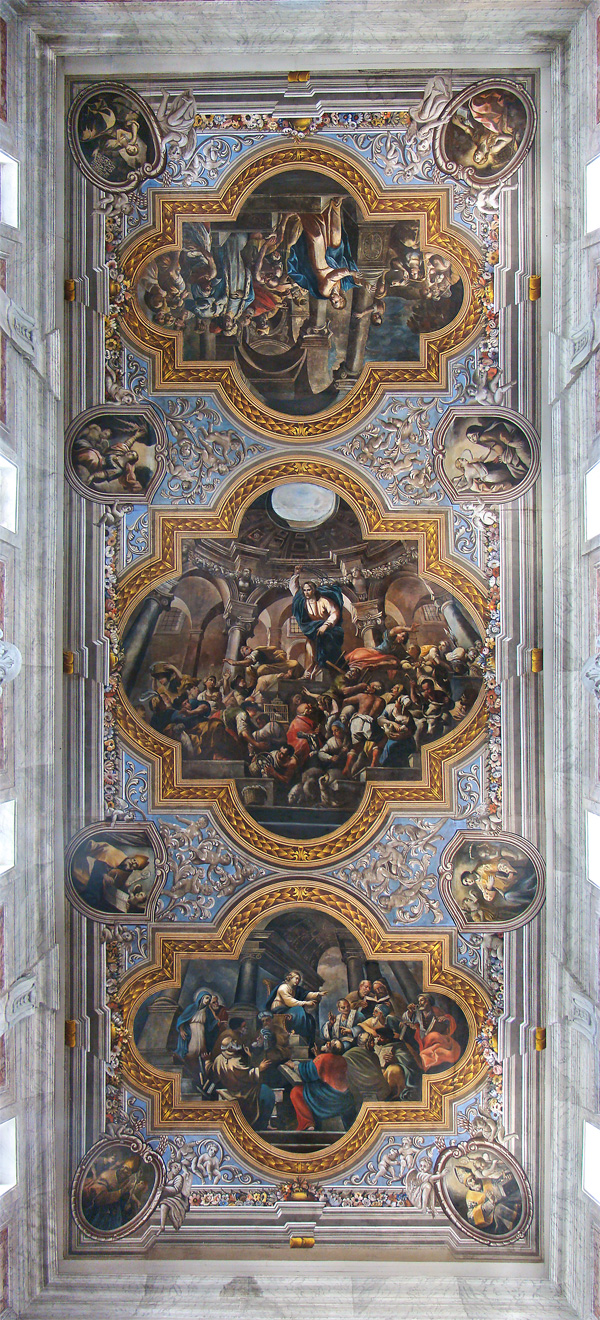
Techo de la Catedral de Ostuni.

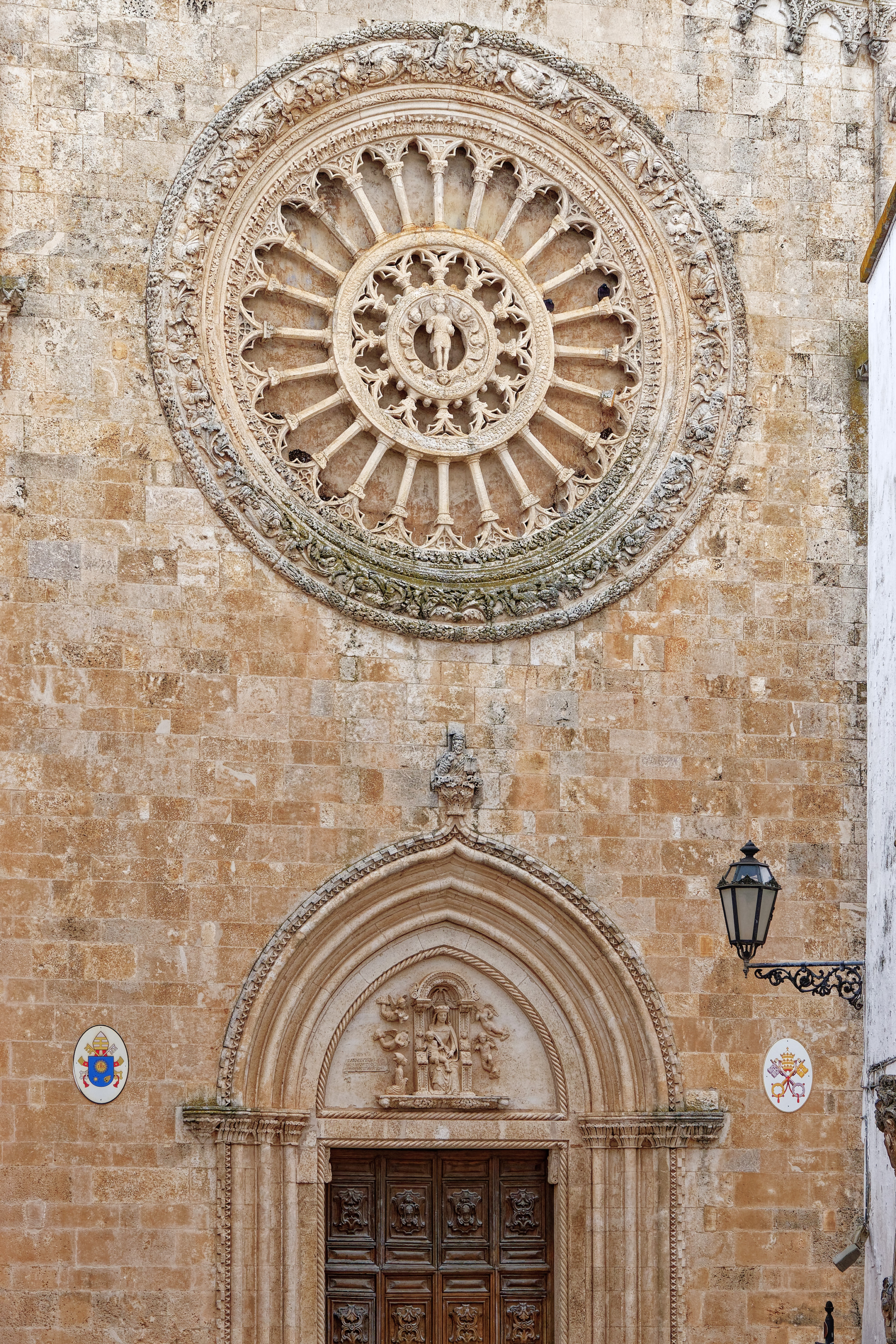
Detalle de puerta y rosetón principales de la Concatedral de Ostuni.

La catedral fue originalmente una iglesia que practicaba el rito ortodoxo antes del año 1000. En 1228-1229, Federico II de Suabia erigió una iglesia románica. El terremoto de 1456, que se sintió con fuerza en Brindisi, la dañó. Entre 1469 y 1495 fue reconstruida de nuevo en estilo gótico tardío, a instancias de Fernando de Aragón y Alfonso II de Nápoles, gobernantes del reino de Nápoles. De hecho, parece mezclar el estilo gótico lombardo con el de la escuela veneciana.
Presenta una fachada característica de formas tardogóticas, tripartita mediante lesenas que se abre por tres elegantes portales ojivales, coronados cada uno por un rosetón. En el tímpano del central, un bajorrelieve representa al obispo Nicola Arpone (1437-1470) arrodillado ante la Virgen con el Niño en la Gloria. En los tímpanos de las puertas laterales se representan a San Biagio ((San Blas)) y a San Juan Bautista. 
El rosetón central, bastante más grande que los otros, considerado el segundo más grande de Europa, ricamente ornamentado, tiene 24 columnillas a modo de rayos que representan las horas del día, 12 capiteles concéntricos más interiores que representan los meses del año y 7 cabecillas de serafines para los 7 días de la semana, que rodean a Jesucristo con aureola, como maestro de los tiempos. Otros rosetones se encuentran en las cabeceras del crucero.

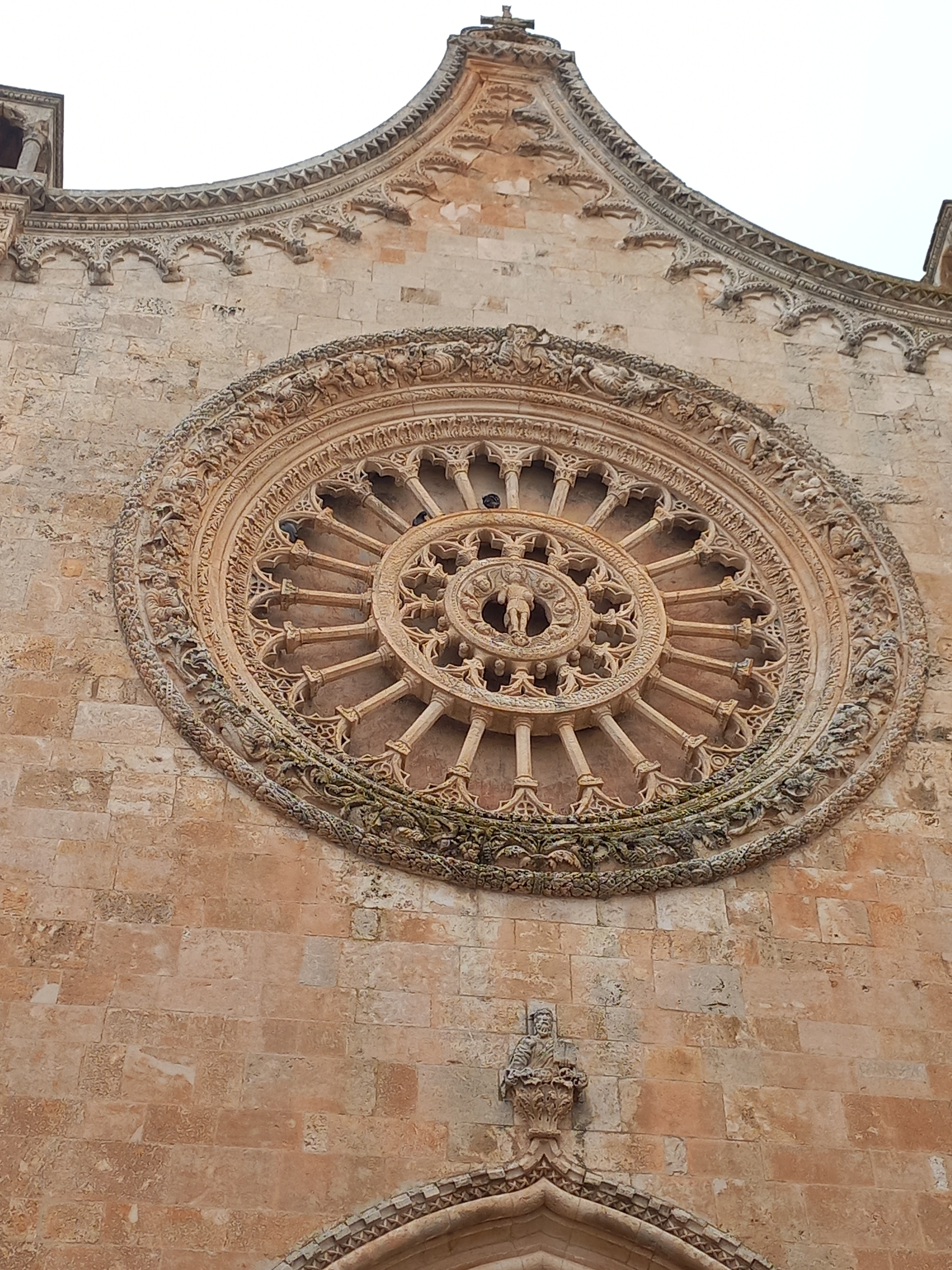
Rosetón de la fachada principal

El interior, muy modificado a lo largo de los siglos, tiene planta de cruz latina con tres naves separadas por columnas, fue remodelado en el siglo XVIII, con capillas barrocas y techo plano pintado representando la vida de Cristo (siglo XVIII). 
Cerca de la entrada quedan algunos capiteles de la antigua construcción románica, representando a la derecha la Resurrección de Lázaro y la Flagelación y a la izquierda, Escenas de Ece Homo, Crucifixión, Lamentaciones por la muerte de Cristo y la Resurrección. La capilla del Sagrado Corazón, antaño de San Cayetano (Gaetano) tenía un lienzo del santo atribuido a Domenico Antonio Vaccaro. Al final de la nave izquierda hay un altar de madera de 1734 con bustos de los santos Oronzo, Biagio y Agostino. En el ábside hay un coro con sillería de nogal ricamente tallada (siglo XVII) y un retablo de la Asunción. En la capilla de Santa María de la Salud hay un fresco que representa a Santa Catalina de Alejandría. En la nave derecha, la tumba del obispo Filo (1720) y en la última capilla había una Virgen con el Niño y los Santos, de Jacobo Palma el Joven que fue robada. En un nicho de la contrafachada hay una estatua de Cristo del (siglo XV). 
El archivo capitular cuenta con más de 200 pergaminos de 1137. En 2011 se le concedió el título de basílica menor.